# Rugao Olympic Sports Centre Stadium
Das Rugao Olympic Sports Centre Stadium (chinesisch 如皋奥体中心体育场) ist ein Fußballstadion mit Leichtathletikanlage in der chinesischen Stadt Rugao (chinesisch 如皋市). Das Stadion hat ein Fassungsvermögen von 15.000 Personen. Es ist die Heimspielstätte des Zweitligisten Nantong Zhiyun (chinesisch 南通 支 云 足球 俱乐部).